# 京成江戸川クリニック事件
京成江戸川クリニック事件（けいせいえどがわクリニックじけん）とは、若者の間で乱用が広がっていた依存性の高い向精神薬「リタリン®（メチルフェニデート）」を医師免許のない事務員らに処方させたとして、2007年10月31日に東京都江戸川区の精神科「京成江戸川クリニック」の院長らが逮捕された事件。

## 概要
京成江戸川クリニックは、中枢神経刺激薬リタリン（成分名：塩酸メチルフェニデート）を容易に処方するクリニックとして知られていた。2003年、リタリン乱用問題が新聞などマスメディアで取り上げられる。
2007年、リタリン乱用は放置できない事態となり、9月から、毎日新聞などが一斉に乱用問題を取り上げる。
2007年9月21日、東京都と江戸川保健所は、医師資格のない事務員らに処方を指示したとして、東京都江戸川区の京成江戸川クリニックを医療法違反の疑いで立ち入り検査。
2007年10月31日、警視庁生活環境課は、患者へのリタリンの処方を巡り、京成江戸川クリニックの院長（当時67歳 以下、院長）と事務員（当時42歳）の2名を医師法違反（無資格医業）容疑で逮捕。厚生労働省の薬事・食品衛生審議会の部会は同日、リタリンの効能からうつ病を削除することを認めた。
2007年11月21日、院長を起訴。2008年2月4日、東京地裁で院長は医師法違反の有罪判決を受けた。
2013年2月25日、関東信越厚生局は院長に対し「元保険医療機関の指定の取消相当」及び「保険医の登録の取消」の行政処分等することを決定。